# La meva vida als seixanta
La meva vida als seixanta (títol original, Miss Sixty) és una pel·lícula de comèdia del 2014 dirigida per Sigrid Hoerner. El llargmetratge està basat en un guió de la guionista britànicoalemanya Jane Ainscough i tracta sobre la biòloga molecular Luise Jansen, de seixanta anys, interpretada per Iris Berben, que, després de la jubilació forçada, decideix complir el seu desig de tenir fills. A través del donant d'esperma que va triar, va conèixer el seu pare, el galerista Frans, interpretat per Edgar Selge, pel qual inicialment va sentir fàstic, però amb el pas del temps va desenvolupar més que sentiments amistosos. S'ha doblat al català.
El debut com a director de Hoerner va ser produït per Moneypenny Filmproduktion, Bavaria Pictures, Senator Film i EMF Eberhard Müller Filmproduktion i rodat a Rin del Nord-Westfàlia entre juliol i agost de 2013. A més de Berben i Selge, van aparèixer davant la càmera Carmen-Maja Antoni, Björn von der Wellen, Jördis Richter, Götz Schubert i Michael Gwisdek, entre d'altres. A Alemanya, la comèdia screwball es va estrenar el 24 d'abril de 2014, va provocar crítiques diverses i va atreure més de 100.000 espectadors.